# Cryptantha mexicana
Cryptantha mexicana là loài thực vật có hoa trong họ Mồ hôi. Loài này được (Brandegee) I.M.Johnst. mô tả khoa học đầu tiên năm 1961.